# يوتشبيرج (جبل)
يوتشبيرج هو جبل، 1567 متر (5141 قدم)، في منطقة جبال الألب البافارية، وأول سلسلة جبال في جبال الألب في جنوب ألمانيا. الجبل يقف بين اثنين من البحيرات الكبيرة، وهي كوشيلسي ووالتشينسي.
نظرًا للإطلالة الرائعة على الريف البافاري المحيط من قمته، فإن يوتشبيرج بمثابة رحلة نهارية شهيرة للسكان المحليين وكذلك لسكان ميونخ القريبة. يعتبر المسار سهلاً بما يكفي ليكون ممتعًا لجميع الأعمار، مما يزيد من شعبيته. بالإضافة إلى ذلك، يتم استخدام القمة بشكل متكرر كموقع لانطلاق الطيران الشراعي. يبدأ الصعود من كيسيلبيرج أو بدلاً من ذلك من أجل نزهة أطول إلى حد ما من يآخنآو Sachenbach am Ostufer، وهي قرية صغيرة بالقرب من والتشينسي، أو كوشل أم زيه، وهي بلدة تقع مباشرة على شاطئ كوشيلسي. تحت القمة على ارتفاع 1،382 مترًا توجد مزرعة نشطة خلال فصل الصيف وتشتهر بالمتنزهين تسمى Jocheralm(تعني تقريبًا "مرعى نير الجبال"). في يوم صافٍ، يمكن رؤية أولمبياتورم ميونخ تمامًا، على الرغم من كونها أكثر من 60 كم (37 ميل) إلى الشمال. ميزة أخرى ملحوظة هي أن الجبل يتسلق أيضًا بشكل متكرر في الشتاء وعندما يكون هناك تراكم معتدل للثلوج، يتم ترك المسارات من كيسيلبيرج إلى القمة.
تم إغلاق القمة أمام هواة الطيران الشراعي من قبل مالك الأرض منذ 10 سبتمبر 2015، لأنه على عكس الاتفاقات المبرمة، تقلع الطائرات الشراعية أيضًا باتجاه الجنوب، مما يزعج ويعرض للخطر المواشي على المنحدر الجنوبي شديد الانحدار.